# Прибрежные леса Северного Занзибара-Иньямбане
Прибрежные леса Северного Занзибара-Иньямбане — экологический регион, простирающийся от побережья юга Сомали до побережья юга Танзании, а также захватывающий архипелаг Занзибар. Статус сохранности экорегиона оценивается как критический.
Экорегион содержит большое количество пород, датируемых от докембрийских пород фундамента до недавних рыхлых отложений вдоль побережья и в устьях рек. Однако большая часть экорегиона сформирована из морских отложений, отложившихся после разрушения Пангеи, ближе к побережью находятся более молодые отложения.

## Ландшафт
Северная окраина экорегиона, находящаяся на побережье Сомали, представляет собой лесной массив. Далее регион простирается по побережью Кении, а также вглубь страны вдоль реки Тана. В северной Танзании регион проходит через подножия гор Усамбара и продолжается почти до города Линди.

## Население
Население экорегиона относительно велико в его центральной части от юга Кении до севера Танзании, плотность населения здесь составляет около 100 чел. на км². В экорегионе также есть ряд крупных городов, таких как Момбаса, Танга и Дар-эс-Салам, которые уже имеют густое население и привлекают людей из близлежащих сёл. Плотность населения падает на севере и на юге экорегиона (до 1—10 чел. на км²) в связи с уменьшением количества осадков и увеличением сезонности.

## Климат
Климат тропический, со средней годовой температурой выше 25 °C и, как правило, высокой влажностью. Большинство осадков выпадает в определённые сезоны дождей, хотя дожди бывают и в другое время. На севере экорегиона есть два сезона дождей: более длинный сезон с апреля по июнь и более короткий с ноября по декабрь. На юге дожди выпадают в течение одного сезона, продолжающегося с апреля по июнь. Одной из основных характеристик региона является большая изменчивость количества осадков от года к году, иногда приходит длительный период засухи, а иногда сезоны дождей могут вызывать наводнения.

## Флора и фауна

### Флора
Как уровень видового разнообразия растений, так и уровень их эндемизма в экорегионе высокие. Среди них встречается более 4500 видов и 1050 родов, из них 3000 видов, входящие в 750 родов, обитают в лесах. Деревья составляют наибольшее количество флоры в прибрежных лесах. Среди деревьев наиболее распространены виды Afzelia quanzensis, Dialium holtzii, Hymenaea verrucosa, Berlinia orientalis, Xylia africana и несколько других. Также распространены лианы, кустарники, травы, папоротники и эпифиты.

### Фауна
Считается, что этот экорегион используют по крайней мере 158 видов млекопитающих, что составляет примерно 17 % от общего числа видов млекопитающих в афротропическом регионе. Самые разнообразные группы млекопитающих — летучие мыши (58 видов), грызуны (более 27 видов), приматы и землеройки (по 14 видов).
Среди млекопитающих также выражен эндемизм. К строгим эндемикам относятся занзибарский дукер, пембская летучая лисица, дар-эс-саламский нетопырь, хохлатый мангабей и сероголовая крыса. Существует также ряд почти эндемичных для экорегиона видов, находящихся под угрозой исчезновения, например восточный даман и хоботковая собачка Петерса.
Среди птиц имеются десять строго эндемичных видов, из них четыре вида (пембасский зелёный голубь, пембасская солнечная птица, совка Пемба и Zosterops vaughani ) обитают на острове Пемба, четыре (золотоспинная краснохохлая мухоловка, сококский конёк, голандов ткач и момбасский дятел) в основном обитают в оставшихся лесах, один (танская цистикола) — в нижнем течении реки Тана и ещё один (восточно-африканский конёк) встречается на прибрежных лугах в Кении. Самый ограниченный вид птиц в экорегионе — голандов ткач, обитающий конкретно здесь только в национальном парке Арабуко-Сококе и одном прилегающем прибрежном лесу. Несколько более обширные виды включают кенийскую совку, турако Фишера, синекрылого акалата и серого змееяда.
Из 94 встречающихся в экорегионе видов рептилий 47 видов зависят от леса, а 34 — строго эндемичны. Главные эндемичные группы рептилий включают гекконов, хамелеонов, сцинков, настоящих ящериц, слепозмеек, шпильковых змей, аспидовых змей и ужеобразных. Земноводные в регионе также разнообразны и имеют средний уровень эндемизма. Как минимум 2 вида земноводных являются строго эндемичными.
Среди прочих, средний уровень эндемизма и высокое разнообразие демонстрируют также моллюски и чешуекрылые.
В экорегионе обитает 1200 видов моллюсков, 125 из них приурочены к лесам. 207 видов моллюсков являются эндемичными, среди них 86 видов приурочены к лесам.
Бабочки представлены 400 лесных видов, 75 из них являются эндемичными.

## Состояние экорегиона
Считается, что примерно 100 тыс. лет назад большое количество лесов на территории экорегиона было потеряно из-за пожаров, устроенных первыми людьми, а за последние 2000 лет эти потери усилились из-за земледелия, рубки деревьев на дрова и строительные материалы. В настоящее время остаются только остатки леса, но они находятся под угрозой.
В экорегионе мало охраняемых территорий. Среди них имеются национальный заповедник Шимба-Хилс, национальный парк Саадани и другие. В общей сложности охраняемые территории занимают менее 1200 км² земли. Многие лесные заповедники плохо управляются из-за нехватки ресурсов. Некоторые важные места охраняются как священные места местных народов.
Наиболее серьёзная угроза для экорегиона связана с расширением сельского хозяйства. К другим распространённым угрозам относится добыча древесных материалов, древесного угля, строительных материалов и др.

## Провинции, частично или полностью расположенные в экорегионе
- Кения: Гарисса, Квале, Килифи, Ламу, Момбаса, Река Тана;
- Сомали: Нижняя Джубба, Средняя Джубба;
- Танзания: Дар-эс-Салам, Занзибар Западный, Занзибар Северный, Занзибар Центрально-Южный, Иринга, Линди, Морогоро, Пемба Северная, Пемба Южная, Пвани, Танга.